# Fiat Panda
Fiat Panda (укр. Фіат Панда) — міський автомобіль італійської фірми Fiat. У 2004 році був названий найкращим автомобілем року в Європі.

## Перше покоління (1980–2003)

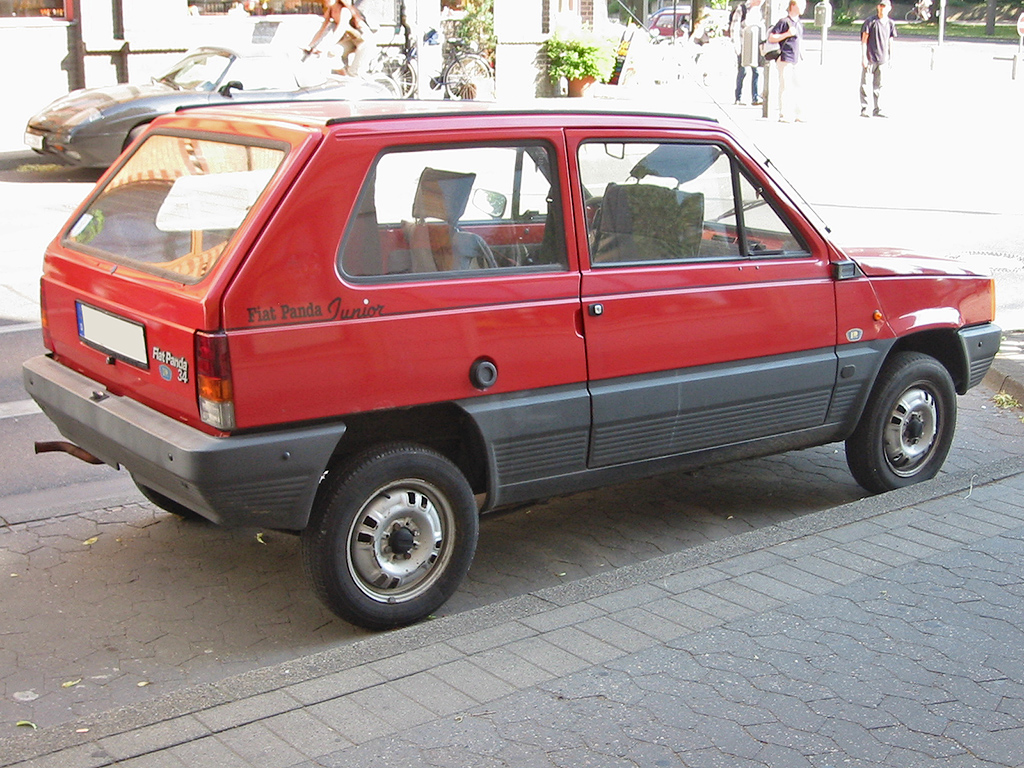
Fiat Panda 1 3дв.(1980—2003)

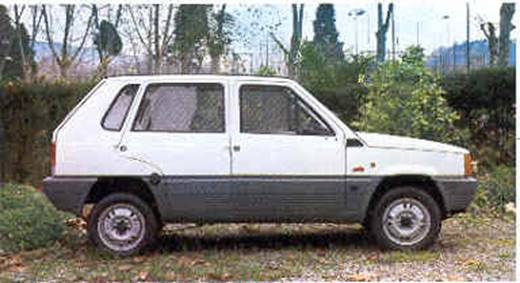
Fiat Panda 1 5дв. (1980—2003)

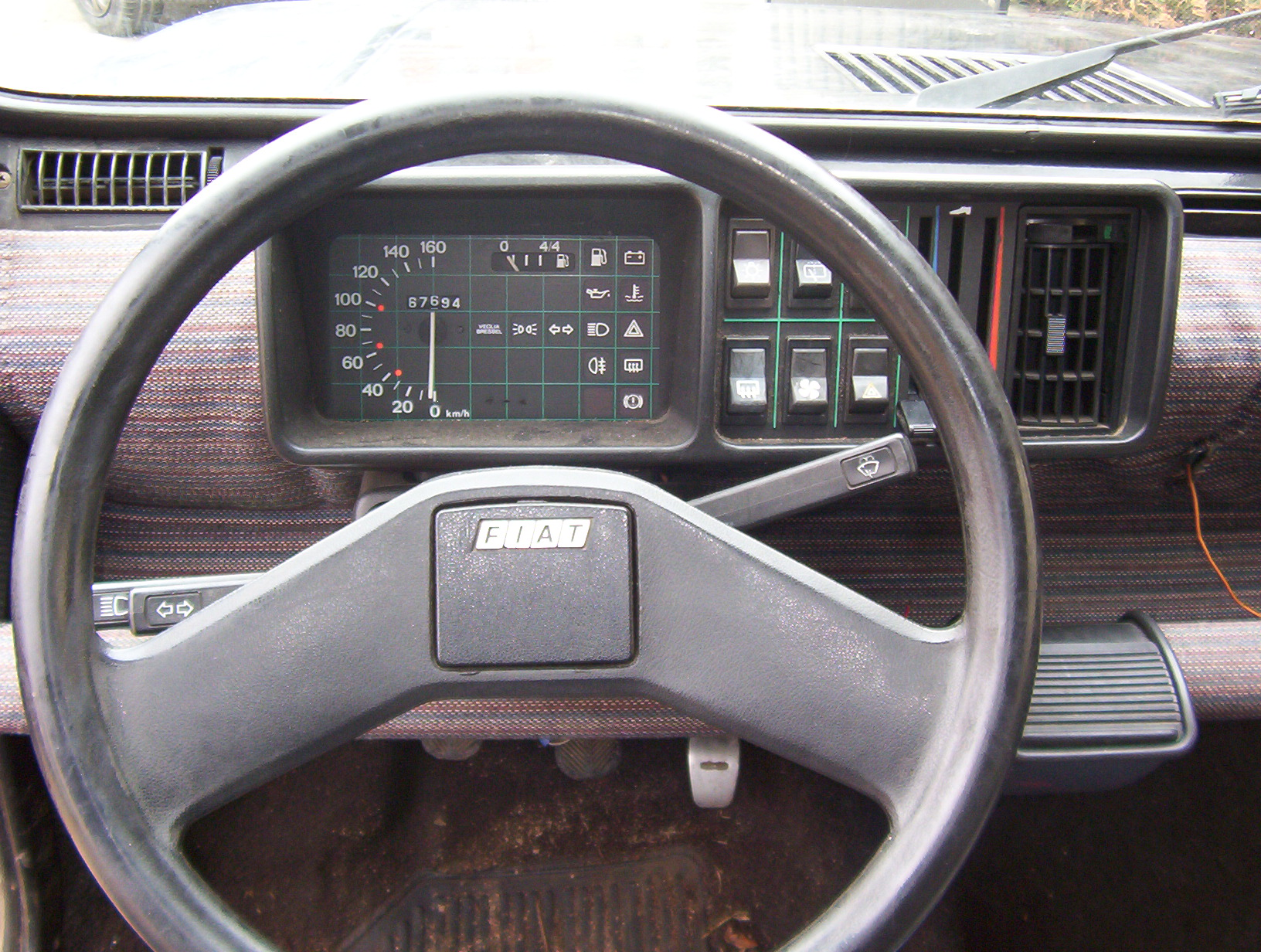

Автомобіль був спроектований Джорджетто Джуджаро як сучасна інтерпретація ідей, закладених в Citroën 2CV та Renault 4 — простота і дешевизна як самого автомобіля, так і його обслуговування. Fiat Panda був представлений публіці в 1980 році. Спочатку модель оснащували невеликим, двоциліндровим двигуном із повітряним охолодженням, об'ємом 562 см³ (взятим з Fiat 126) і чотирициліндровим двигуном з водяним охолодженням, об'ємом 903 см³ (з Fiat 127).
Австрійська компанія Steyr-Puch розробила систему повного приводу, і в 1983 році з'являється версія Panda 4x4 з двигуном 965 см³ потужністю 48 к.с. — це був перший автомобіль такого малого класу, що комплектується системою повного приводу. Можливо, ця розробка була «відповіддю» на радянську «Ниву» ВАЗ-2121, що мала в ті роки в Австрії певну популярність — так, наприклад, «Ниви» були закуплені для австрійської поліції.
У липні 1984 року з конвеєра сходить мільйонний Fiat Panda, а до кінця 1985 року заброньовано вже близько 1.400.000 автомобілів цієї моделі.
В 1986 році модель було дещо оновлено, і набір двигунів було замінено новими, потужнішими й економічнішими модифікаціями.
До серпня 1988 заброньовано вже 2 мільйони автомобілів.
У 1990 році з'являється версія Panda Elettra — двомісний електромобіль. Батареї займали місце заднього ряду сидіння. Спочатку автомобіль важив 1150 кг (в основному через батареї) і розвивав потужність 18 л.с. Однак в 1992 вдалося знизити вагу і збільшити потужність до 23,8 к.с.
Fiat Panda залишався популярним як у 1980-х, так і в першій половині 1990-х, незважаючи на низьку якість. У перші роки виробництва модель також сильно зазнавала корозії, як загалом багато моделей Fiat того часу. Загалом було виготовлено 5 550 938 автомобілів першого покоління.

### Двигуни
- 652 см3 I2 30 к.с.
- 769 см3 I4 33 к.с.
- 843 см3 I4 34 к.с.
- 903 см3 I4 40 к.с.
- 965 см3 I4 48 к.с.
- 999 см3 I4 50 к.с.
- 1,108 см3 I4 54 к.с.
- 1,301 см3 I4 (diesel) 36 к.с.
- 14 kW (electric)
- 18 kW (electric)

## Друге покоління (2003–2012)

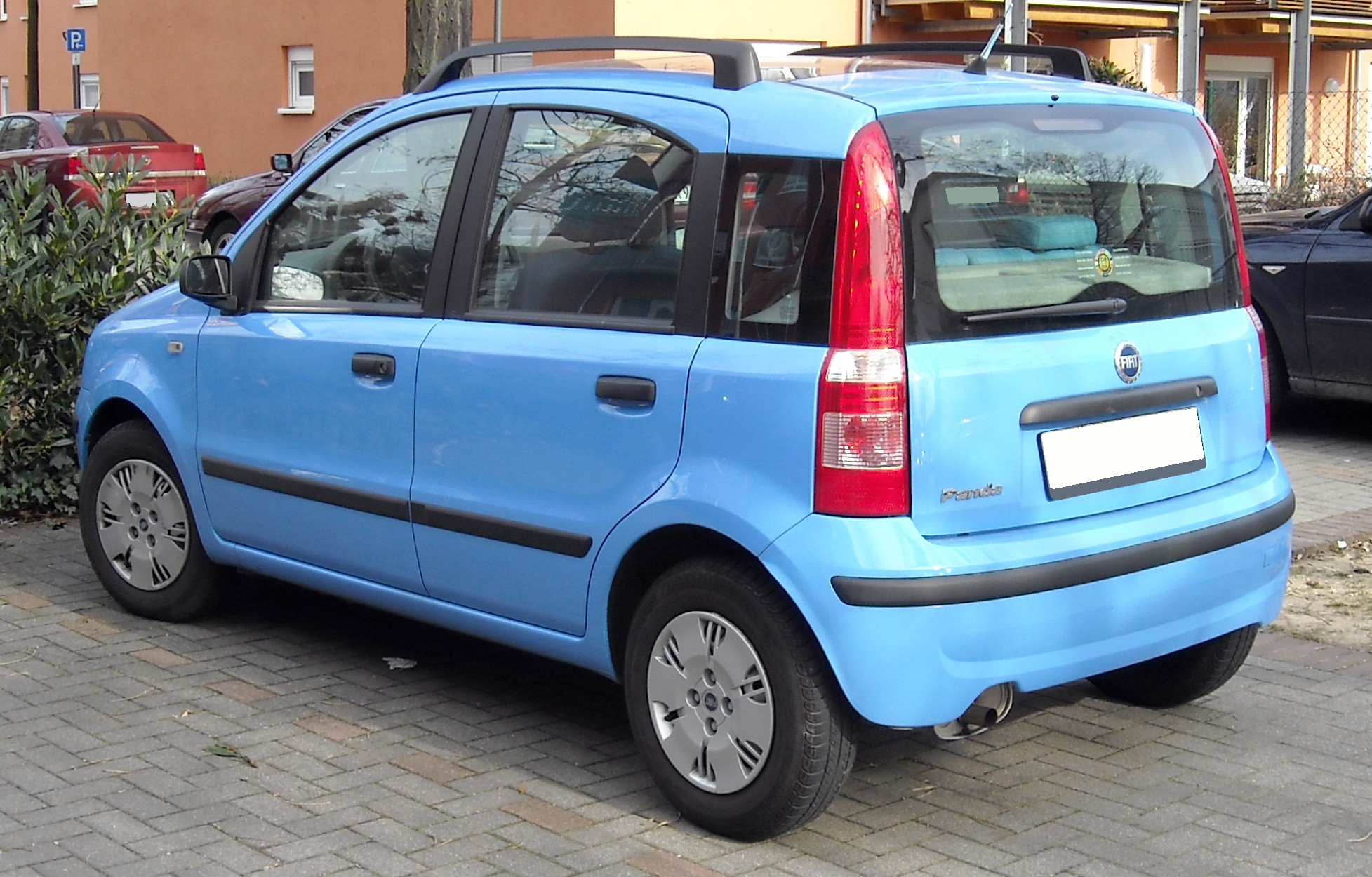
Fiat Panda 2 (2003—2012)

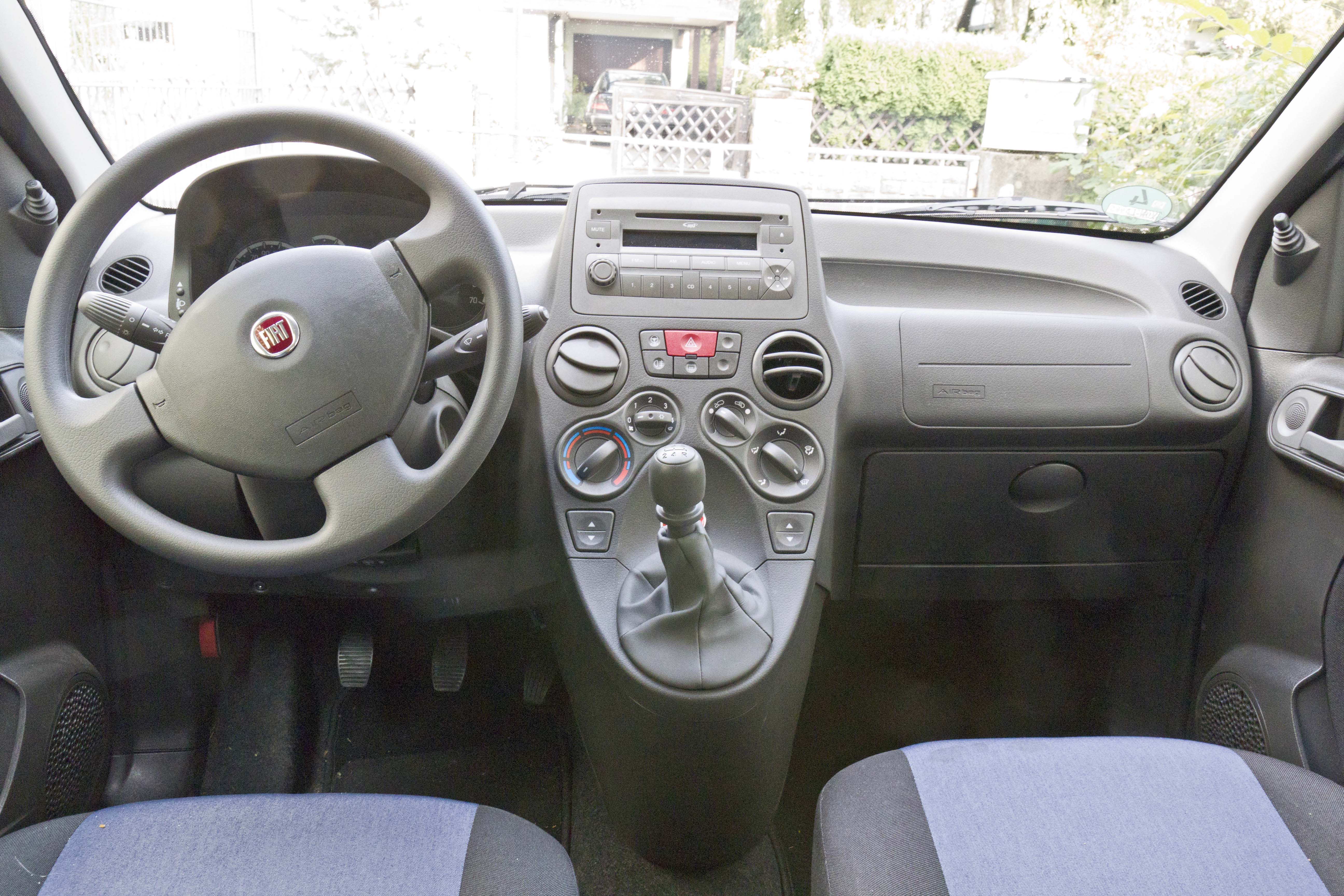
Fiat Panda 2 (2003—2012)

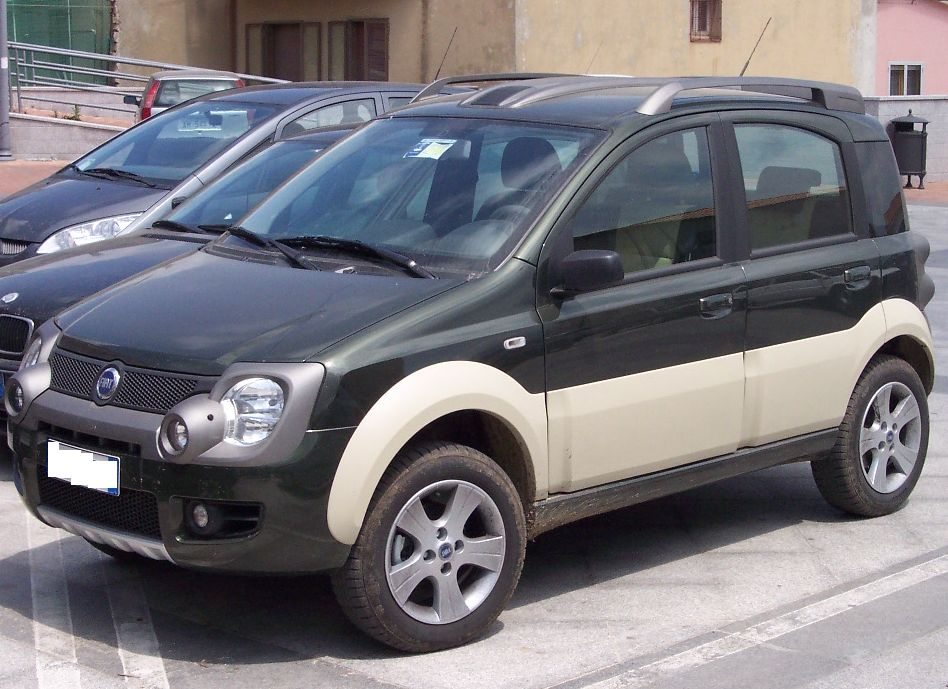
Fiat Panda Cross

Під час розробки нової Panda (кодова назва Model 169) планувалося дати назву «Gingo», проте його визнали дуже схожим на Renault Twingo і, таким чином, було вирішено залишити стару назву. 
За дизайном нова Panda нагадує скоріше мікровен або мікро-SUV, ніж хетчбек, як перше покоління. 
У 2004 році автомобіль був визнаний найкращим автомобілем в Європі.
З вересня 2005 року всі автомобілі комплектуються ABS, EBD, системою контролю стійкості та передніми подушками безпеки в базовій версії.
5 жовтня 2005 року з конвеєра сходить 500 000-й автомобіль Fiat Panda II. А загалом виготовили 2 168 491 автомобілів другого покоління.

### Безпека
За результатами краш-тесту, проведеного у 2004 році за методикою Euro NCAP, Fiat Panda отримав неповних три зірки за безпеку, що є дуже непоганим результатом, порівняно з автомобілями інших виробників того часу. При цьому за захист пасажирів він отримав 20 балів, а за захист дітей 21 бал, а за захист пішоходів — 6 балів.
| Euro NCAP | Рейтинг   |
| --------- | --------- |
| Пасажири: | 4/5 зірок |
| Діти:     | 2/5 зірок |
| Пішоходи: | 1/4 зірки |

### Двигуни
- 1.1 л Fire I4
- 1.2 л Fire I4
- 1.2 л Fire Natural Power I4 (CNG)
- 1.4 л Fire I4
- 1.4 л K4J Natural Power I4 (CNG)
- 1.3 л Multijet I4 (diesel)

## Третє покоління (2011-2026)

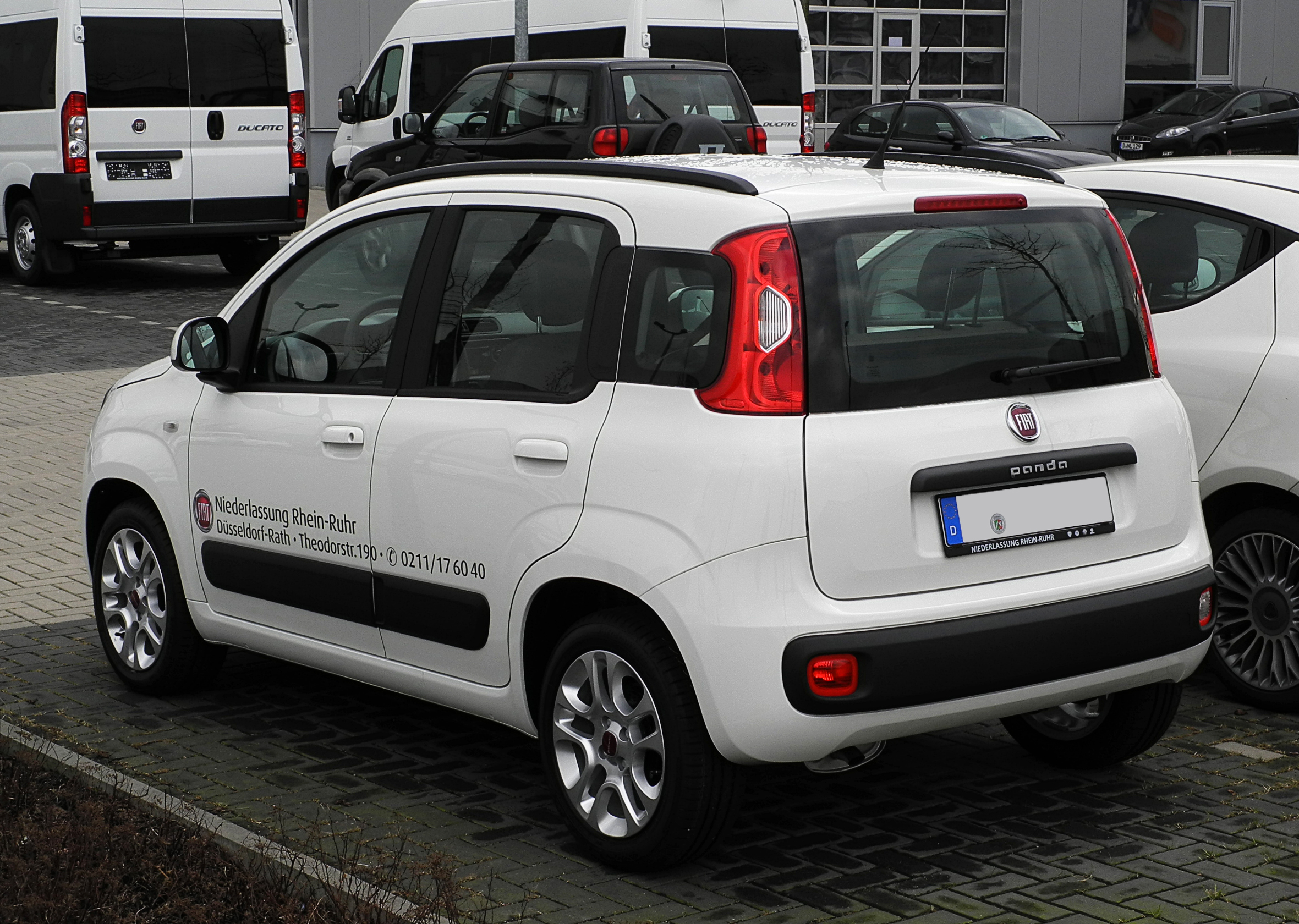
Fiat Panda 3 (2011-2026)

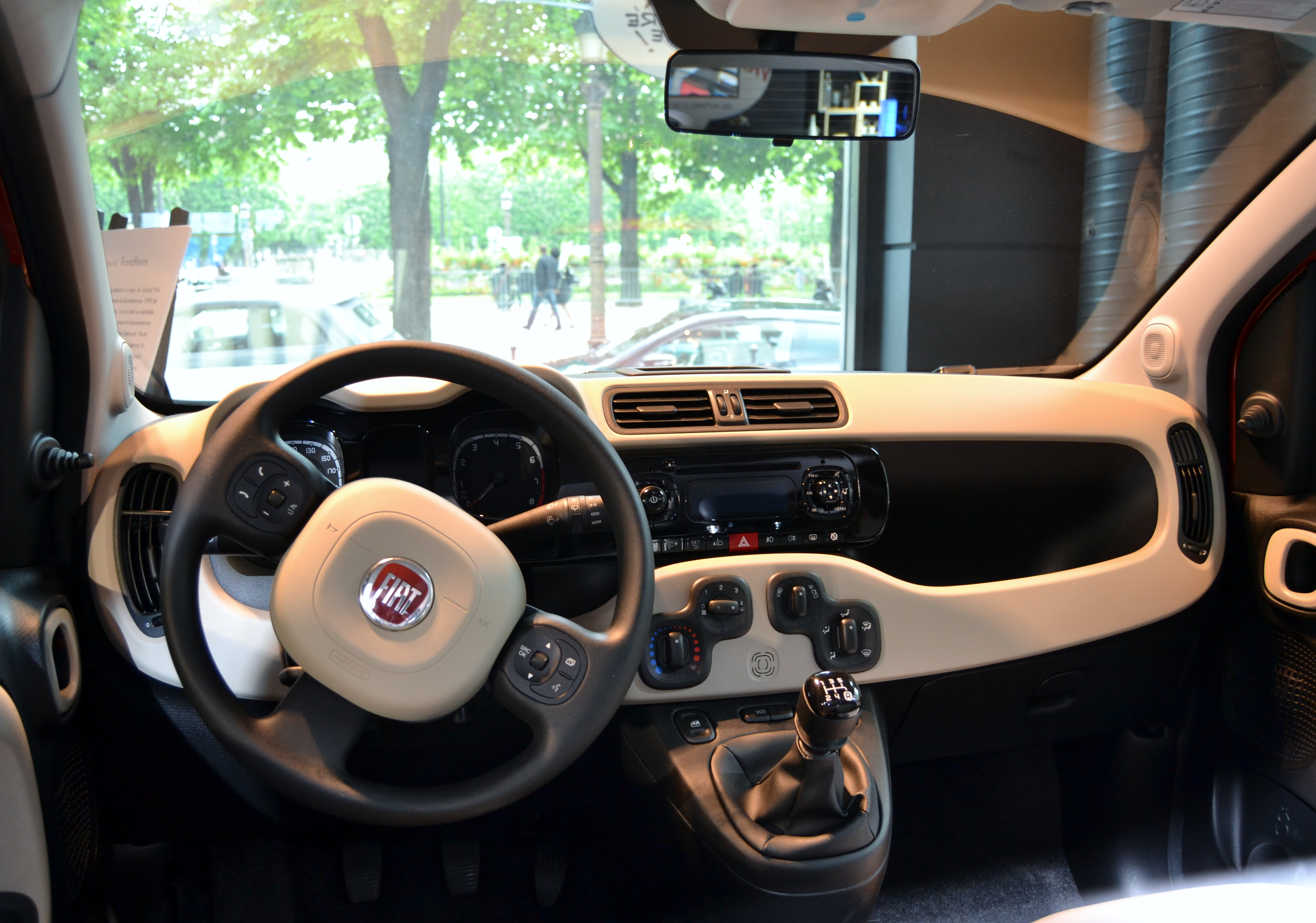
Fiat Panda 3 (2011-2026)

Презентація третього покоління Fiat Panda відбулася на Франкфуртському автосалоні в 2011 році. Малолітражку побудували на модернізованій платформі нинішньої Панди. Новинка збільшилася в розмірах: буде аж на 10 см довшою і на один вищою. Моторну лінійку представляють бензинові двигуни об'ємом 1,0 і 1,2 л (65 і 69 к.с. відповідно). Крім того, на машину встановлюють і турбодизель 1,3 Multijet.
Хетчбек Panda представлений у чотирьох моделях: Pop, Easy, Lounge і Trekking. 
Модель початкового рівня постачається з 14-дюймовими сталевими дисками, передніми вікнами з електроприводом, аудіо системою на чотири динаміки з CD-програвачем та MP3. 
Моделі Easy оснащені: центральним замком з дистанційним управлінням, системою кондиціонування повітря, аудіо системою на шість динаміків та рейлінгами даху. 
Моделі Lounge пропонують литі диски коліс та протитуманні ліхтарі. 
Топова Panda Trekking отримала: 15-дюймові литі диски коліс, інформаційно-розважальну систему Blue&Me з Bluetooth, навігаційною системою TomTom, систему контролю стійкості та допомоги при русі під гору. 

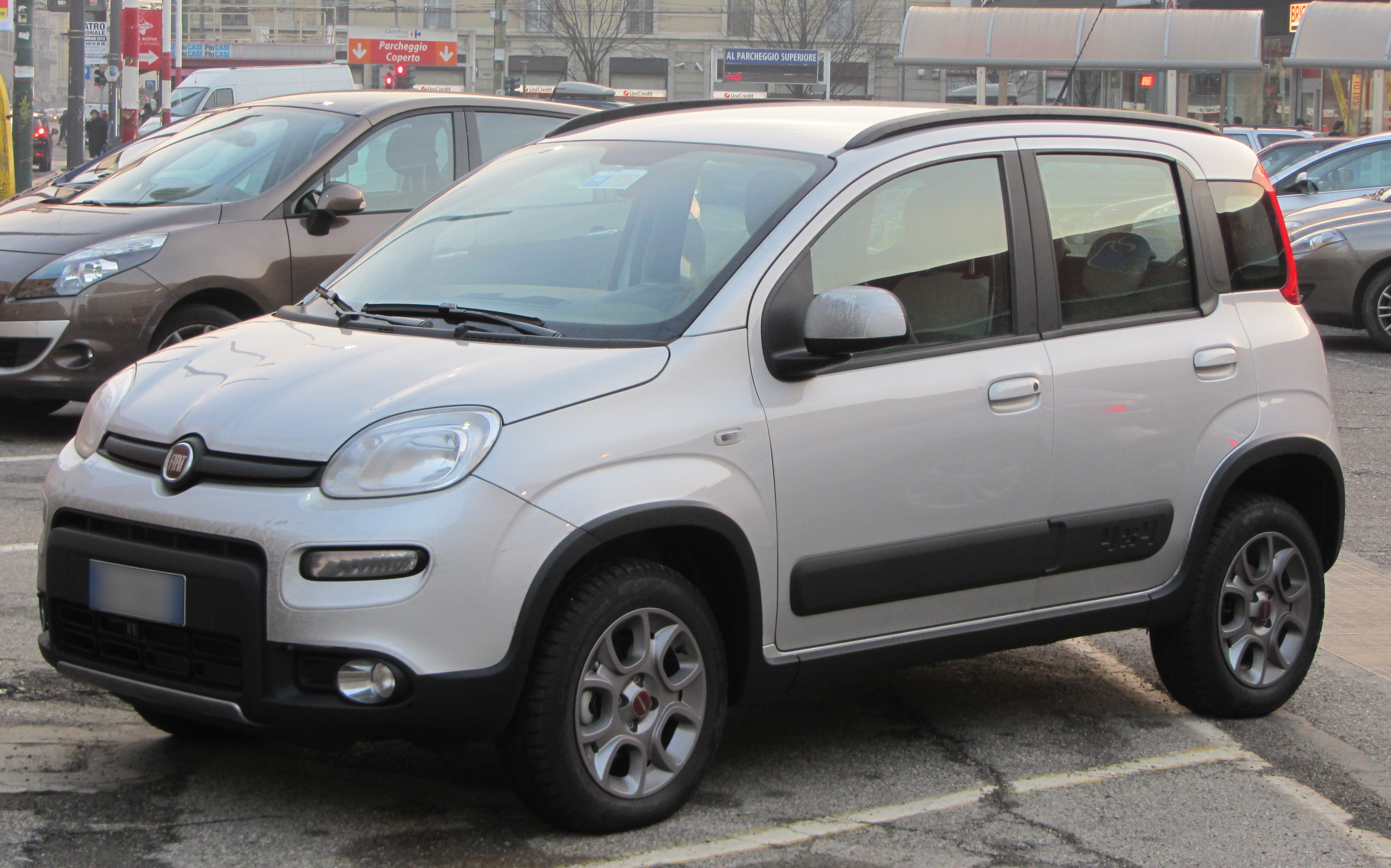
Fiat Panda 3 4х4
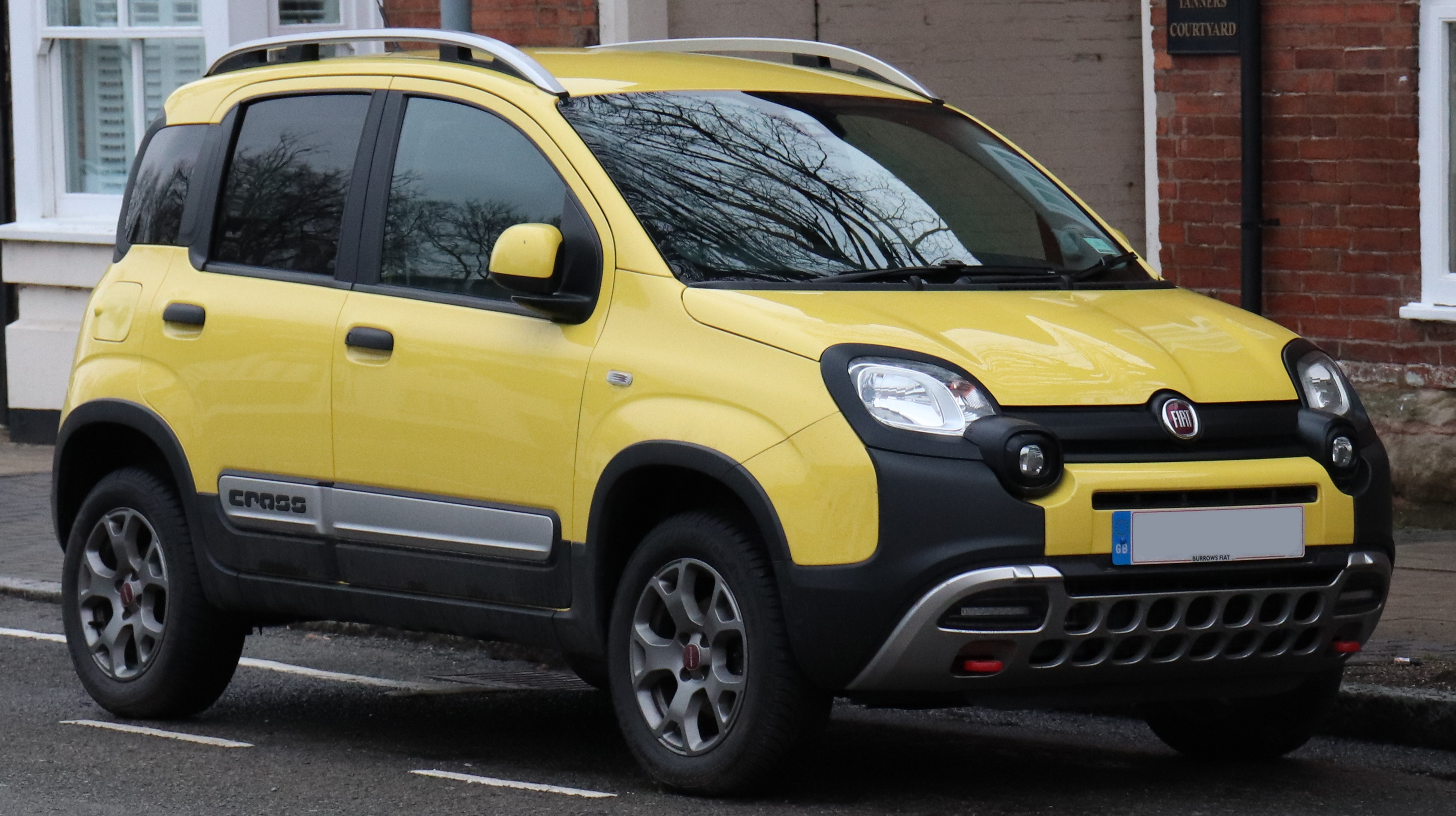
Fiat Panda Cross

### Pandina

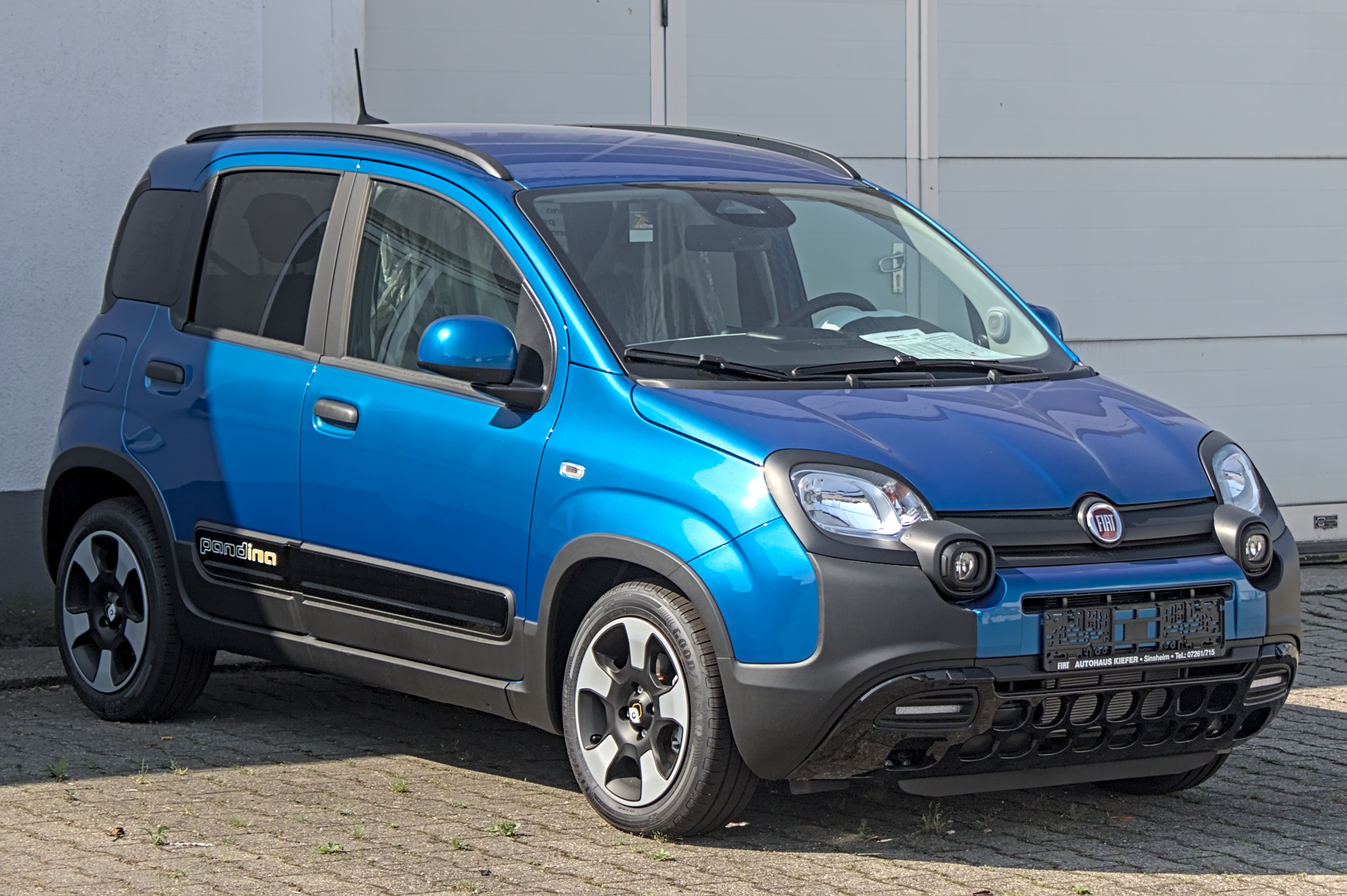
Fiat Pandina

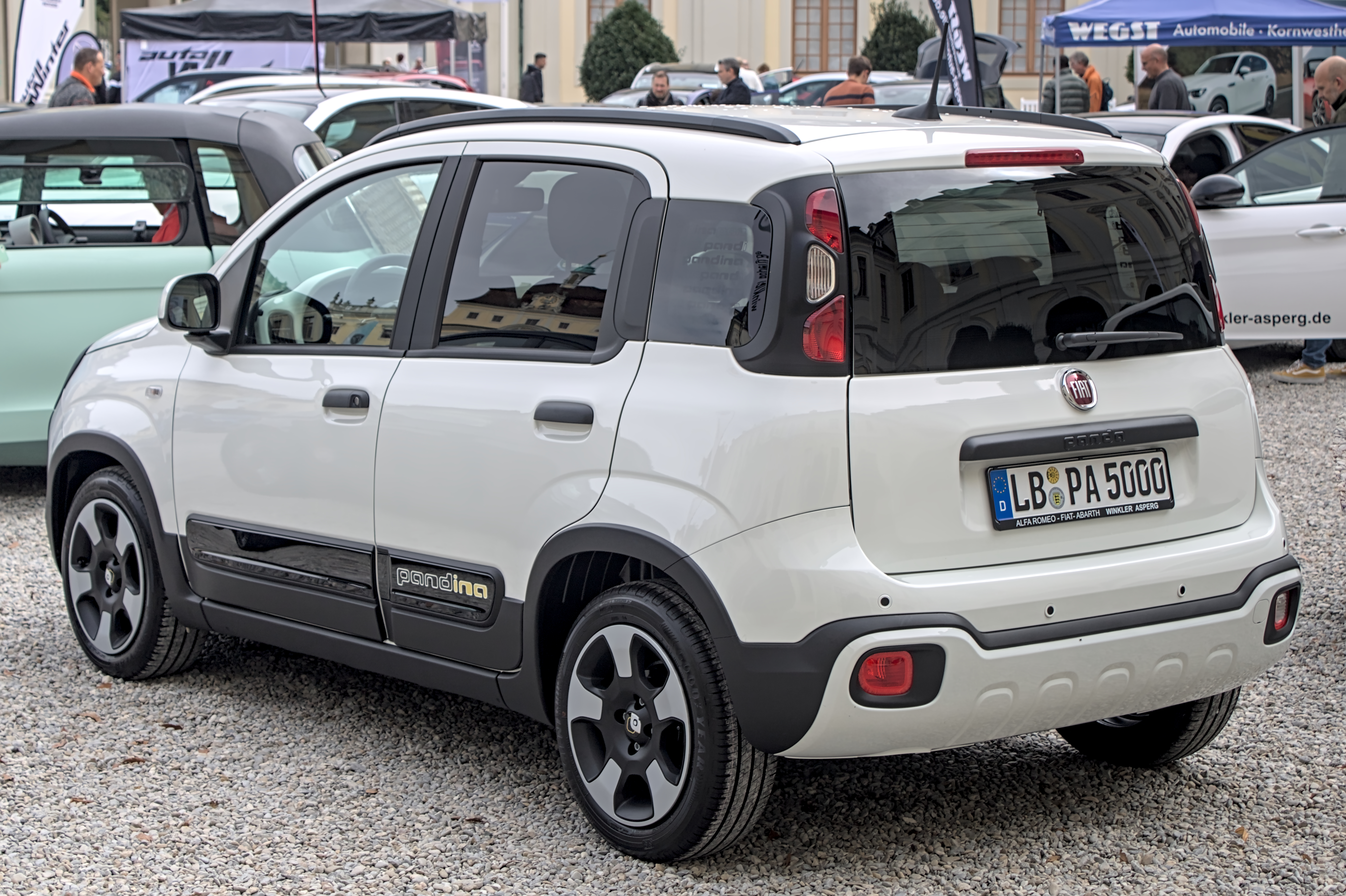

У лютому 2024 року Fiat анонсував нову спеціальну версію Panda під назвою Pandina, яка буде доступна з літа 2024 року. Назва Pandina є даниною прізвиську, яке Panda має в Італії, Pandina означає «маленька Панда». 
Pandina базується на моделі Cross і оснащена низкою систем допомоги водієві, що відповідають останнім стандартам ЄС «GSR2»: вдосконалена система екстреного гальмування, система утримання смуги руху, система виявлення сонного водія, система розпізнавання дорожніх знаків, задні датчики паркування, круїз-контроль та автоматичне дальнє світло. 
Інтер'єр отримав 7-дюймову цифрову панель приладів та 7-дюймовий центральний екран розважальної системи. Механічно Pandina ідентична Panda Hybrid. 
У Європі Fiat пропонує Pandina лише в 11 країнах: Італії, Франції, Бельгії, Нідерландах, Німеччині, Швейцарії, Чехії, Австрії, Польщі, Іспанії та Португалії. 

### Двигуни
- 1.0 л TwinAir I2 65 к.с.
- 0.9 л TwinAir Turbo I2 turbo 78-90 к.с.
- 0.9 л TwinAir Turbo I2 (CNG) 70-85 к.с.
- 1.2 л FIRE I4 69 к.с.
- 1.2 л FIRE I4 (LPG) 69 к.с.
- 1.3 л Multijet I4 (turbo diesel) 75/95 к.с.

## Fiat Grande Panda (з 2024)

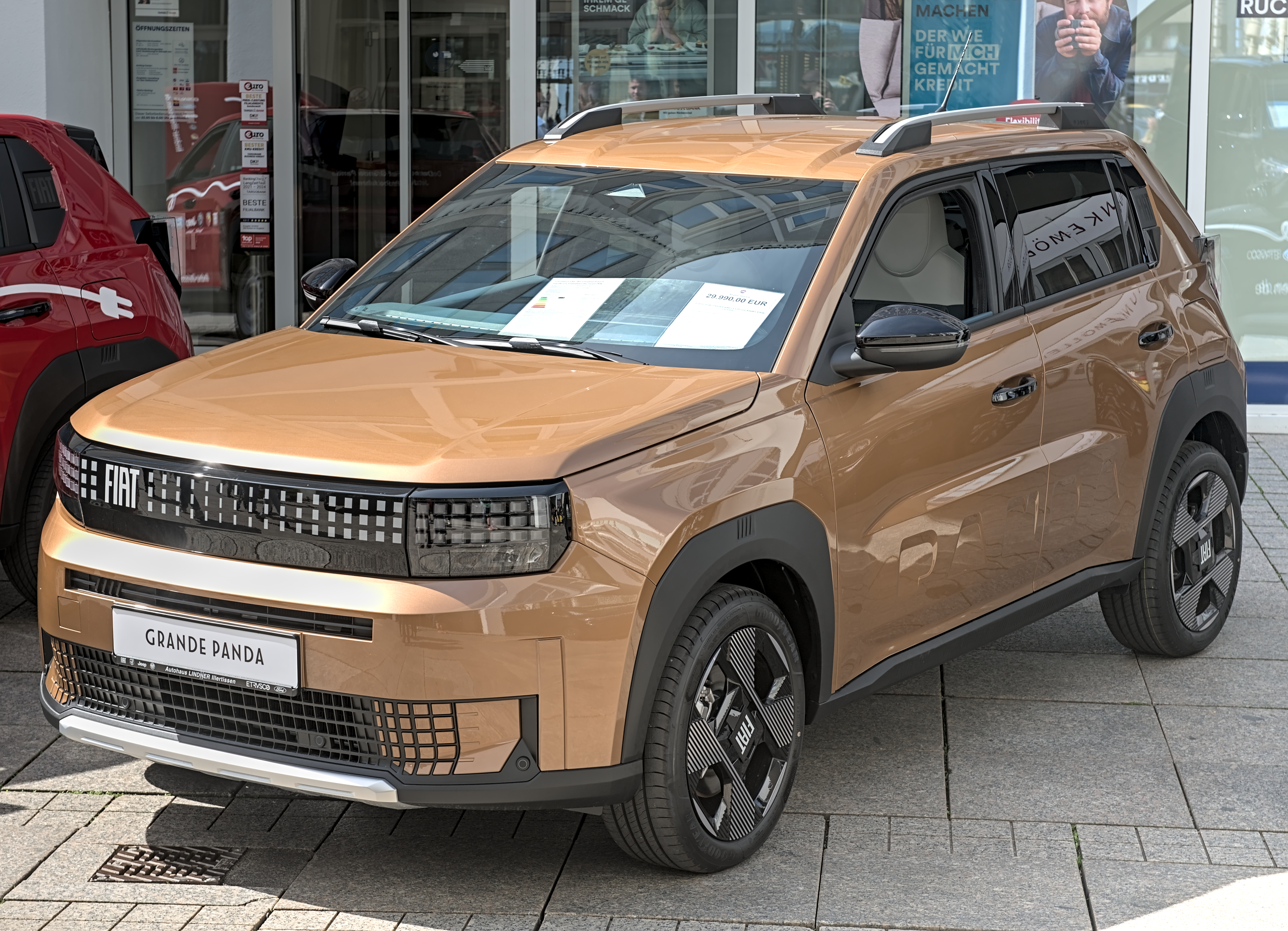
Fiat Grande Panda

Четверте покоління Panda було представлено 14 червня 2024 року.  
Продаваєме як Fiat Grande Panda, воно базується на платформі Smart Car, яка використовується спільно з Citroën C3 четвертого покоління та Opel Frontera. 
Він буде продаватися з гібридними та електричними силовими агрегатами.  

Grande Panda продаватиметься разом із третьим поколінням Panda, виробництво якого триватиме в Італії принаймні до 2027 року.  Grande Panda має ретро-футуристичний дизайн, спочатку представлений у Fiat Concept City Car у лютому 2024 року. 